# نوهام کامارا
نوهام کامارا (انگلیسی: Noham Kamara؛ زادهٔ ۲۲ ژانویهٔ ۲۰۰۷) بازیکن فوتبال اهل فرانسه است که در حال حاضر برای پاری سن-ژرمن در پست مدافع بازی می‌کند.